# Parque Municipal de Ilha de Mosqueiro
O Parque Municipal da Ilha do Mosqueiro é uma área de proteção ambiental no muncípio de Belém, 67 km a norte da cidade. Ocupa uma área de 190 hectares, dos quais 155 de áreas alagadas e 35 de terra firme.
A Ilha do Mosqueiro fica entre 01º03’ e 01º 05’ de latitude Sul e entre 48º29’ e 48º18’ de longitude Oeste. É limitada pelos igarapés Tamanduá e Cajueiro e pelo Rio Murubira. O parque,  criado pela Lei 1.401, de 1988, engloba ainda as ilhas do Cotovelo, Terra Alta e Carará.
Abriga ecossistemas de mata de terra firme, várzea e manguezais. A fauna apresenta espécies como a preguiça comum, o macaco sagüi, a paca, o urubu-de-cabeça-vermelha, o pica-pau, a cobra cipó, a sucuri, a jararaca, a pescada branca, o camarão e a piranha. Entre as espécies vegetais destacam-se a seringueira, a andiroba, as palmeiras, o cupuaçu, o ingá, e outros representantes da floresta amazônica.